# Senat von Massachusetts

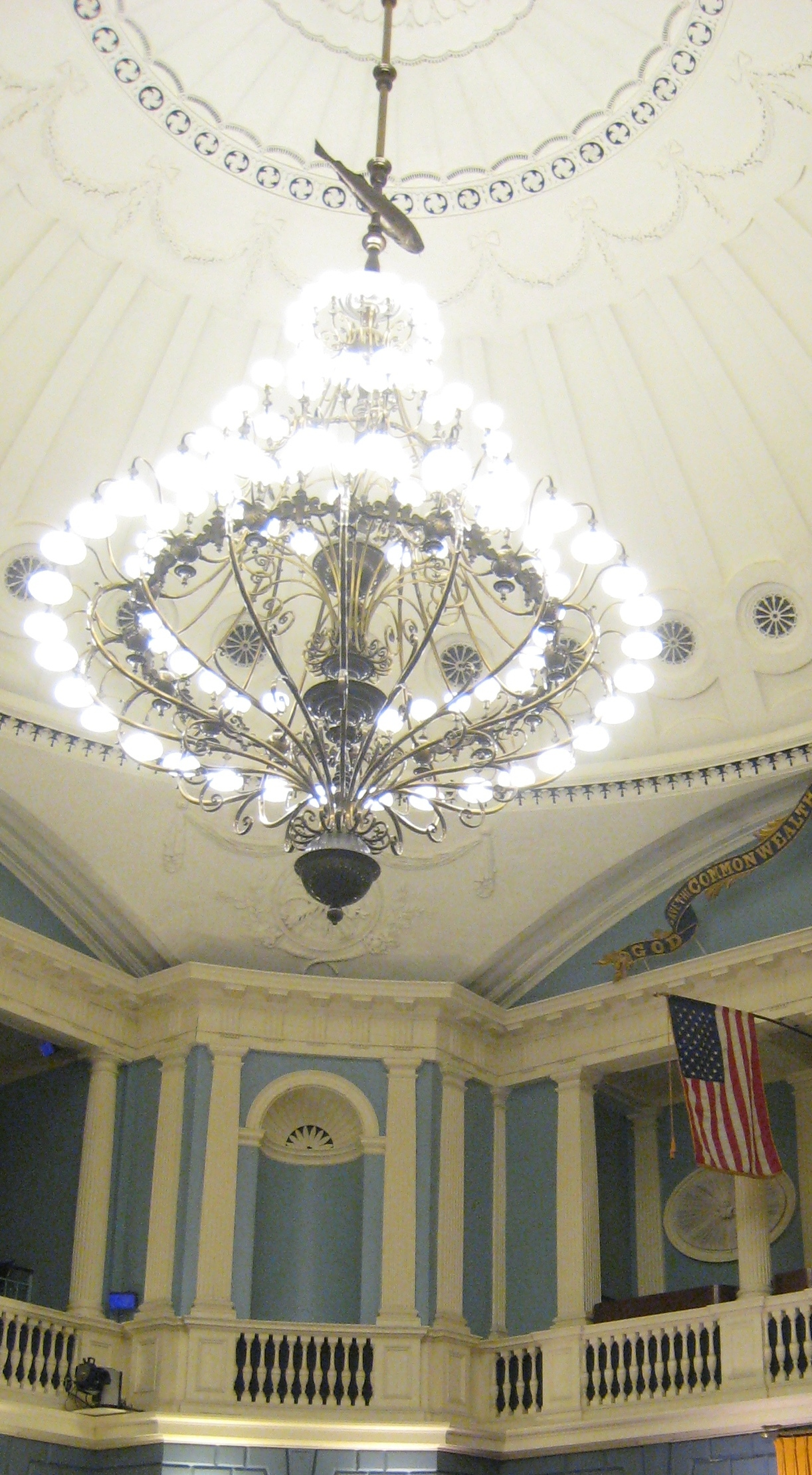
Sitzungssaal des Senats von Massachusetts

Der Senat von Massachusetts (Massachusetts State Senate) ist das Oberhaus des Massachusetts General Court, der Legislative des US-Bundesstaates Massachusetts. Die Parlamentskammer setzt sich aus 40 Senatoren zusammen, die jeweils einen Wahldistrikt repräsentieren. Die Wahldistrikte sind nach den jeweiligen Countys benannt, in denen sich diese befinden. Die Senatoren werden jeweils für zweijährige Amtszeiten gewählt. Der Sitzungssaal des Senats befindet sich gemeinsam mit dem Repräsentantenhaus im Massachusetts State House in der Hauptstadt Boston.

## Aufgaben des Senats
Wie in den Oberhäusern anderer Bundesstaaten und Territorien sowie im US-Senat fallen dem Senat von Massachusetts im Vergleich zum Repräsentantenhaus spezielle Aufgaben zu, die über die Gesetzgebung hinausgehen. So obliegt es dem Senat, Nominierungen des Gouverneurs in dessen Kabinett, weitere Ämter der Exekutive sowie Kommissionen und Behörden zu bestätigen oder zurückzuweisen.

## Zusammensetzung der Kammer
| Partei   | Partei                 | Abgeordnete |
| -------- | ---------------------- | ----------- |
|          | Demokratische Partei   | 36          |
|          | Republikanische Partei | 4           |
| Summe    | Summe                  | 40          |
| Mehrheit | Mehrheit               | 32          |

### Wichtige Senatsmitglieder
| Position                            | Name            | Partei       | Bezirk                         |
| ----------------------------------- | --------------- | ------------ | ------------------------------ |
| President of the Senate             | Therese Murray  | Demokratin   | Plymouth County und Barnstable |
| Mehrheitsführer / Majority Leader   | Frederick Berry | Demokrat     | 2. Essex                       |
| Oppositionsführer / Minority Leader | Bruce Tarr      | Republikaner | 1. Essex und Middlesex         |